# Стала Норд-Чентро 34 (Рим)
Стала Норд-Чентро 34 је насеље у Италији у округу Рим, региону Лацио.
Према процени из 2011. у насељу је живело 154 становника. Насеље се налази на надморској висини од 4 м.